# هايدن ستارك
هايدن ستارك (بالإنجليزية: Hayden Starke)‏ هو قاضي أسترالي، ولد في 22 فبراير 1871 في Creswick, Victoria ‏ في أستراليا، وتوفي في 14 مايو 1958 في Toorak ‏ في أستراليا.